# Così come sei
Così come sei è un film del 1978 diretto da Alberto Lattuada con protagonisti Nastassja Kinski e Marcello Mastroianni.

## Trama
L'architetto di mezza età Giulio Marengo, sposato con la signora Luisa e padre della giovane Ilaria, durante una viaggio d'affari a Firenze conosce una splendida adolescente e se ne innamora perdutamente. La ragazza si chiama Francesca ed è una studentessa adottata dall'allevatore Bartolo.
Lorenzo, un amico di Giulio, appena resosi conto della relazione tra Giulio e la ragazza, gli insinua il dubbio che ella possa essere sua figlia; infatti secondo vari pettegolezzi, l'architetto era stato l'amante della madre Fosca circa un anno prima della nascita di Francesca, e quindi potrebbe esserne il padre biologico. Sconvolto dalla notizia, Giulio tenta di evitare Francesca in tutti i modi, oltretutto distratto dal fatto che la figlia Ilaria aspetta un bambino da un ragazzo spagnolo.
Mentre cerca di approfondire il mistero della sua presunta paternità di Francesca, Giulio si trova costretto a spiegare alla ragazza la ragione dei suoi timori. Ma l'esuberante sensualità di Francesca prende il sopravvento, mettendo da parte ogni scrupolo del maturo amante e forse padre, la fanciulla convince l'uomo a portarla in vacanza a Madrid dove i due vivono un periodo di passione ed incosciente amore.
Al ritorno dalla Spagna, è la stessa Francesca ad abbandonare Giulio (nello stesso modo con cui la madre di Francesca abbandonò anni prima Giulio), perché ormai sazia del rapporto consumato e timorosa che l'inebriante esperienza possa finire.

## Produzione
Il regista Alberto Lattuada girò il film in vari luoghi di Firenze, inclusi piazza San Giovanni, piazza San Marco, e il Giardino di Boboli. La sequenza dei titoli di testa venne girata a Villa La Pietra.
La colonna sonora venne composta da Ennio Morricone, che in precedenza aveva collaborato con il regista in occasione di Matchless. Un album contenente la colonna sonora del film fu pubblicato nel 1978 dalla Cinevox, e ristampato il 14 luglio 1995 dalla Prometheus Records. La colonna sonora è notevole per l'inclusione del brano Amore per Amore, e di due pezzi in stile disco music: Dance On e Spazio 1999.

## Distribuzione
Distribuito dalla CEIAD il 14 settembre 1978. Doppiaggio affidato alla Cine Video Doppiatori. Nel 1979 la New Line Cinema distribuì la pellicola anche all'estero con il titolo Stay the Way You Are, dove riscosse un buon successo principalmente grazie alla presenza della Kinski. Attualmente il film non è stato ancora pubblicato in formato DVD in Europa e negli Stati Uniti, ma solamente in Giappone.

## Critica
Il film ricevette recensioni generalmente positive soprattutto all'estero, dove nello specifico venne lodata la prestazione interpretativa della giovane Nastassja Kinski. A causa delle numerose e disinibite scene di nudo della all'epoca diciassettenne Kinski, Bruce Williamson della rivista Playboy definì l'opera "A truly sexy film" ("un film veramente sexy").
Anche TIME lodò la prova d'attrice della Kinski: «La Kinski è semplicemente meravigliosa, genuinamente sexy e provocante senza essere aggressiva».
Sempre le scene di nudo della Kinski sono al centro dell'attenzione del sito softcore Mr. Skin che assegna al film quattro stellette (su quattro) proprio grazie ad esse. In Italia l'accoglienza fu invece molto più tiepida.
Così viene recensito il film nel dizionario del cinema Il Morandini:
Il Mereghetti assegna due stellette al film scrivendo:
Il Farinotti assegna tre stellette all'opera descrivendone la trama ma senza esprimere giudizi estetici.

## Colonna sonora
La colonna sonora, composta da Ennio Morricone e pubblicata nel 1978 da Cinevox in formato LP con numero di catalogo MDF 33.122, è stata ristampata varie volte da Cinevox, Ariola e Prometheus Records nel corso degli anni, sia in formato LP che in CD.

### Tracce
Testi di Michael Fraser, musiche di Ennio Morricone.
1. Così come sei – 3:50
2. A Nastassia – 4:33
3. Amore per amore – 4:11
4. Preludio per amore – 2:04
5. Dance On – 4:00
6. Amore per amore – 2:04
7. Così come sei – 3:47
8. Spazio 1999 – 4:21
9. Postludio d'amore – 1:38
10. A Nastassia – 2:48
11. Verso Madrid – 1:41

Durata totale: 34:57